# David Krojanker
David Krojanker (hebrejsky דוד קרויאנקר‎; * 1939 ve městské čtvrti Rechavja v Jeruzalémě, Britský mandát Palestina) je izraelských architekt a historik architektury Jeruzaléma. Napsal desítky populárních knih o jeruzalémských čtvrtích, ulicích a budovách a o strategickém plánu rozvoje.

## Životopis
Krojanker se narodil v jeruzalémské čtvrti Rechavja, kde také vyrůstal. Jeho otec, dr. Gustav Krojanker, byl německý sionistický aktivista a žurnalista. Jeho matka, dr. Edith Krojanker, byla právničkou ve veřejném sektoru. Když mu bylo šest let, jeho otec zemřel na rakovinu.
Navštěvoval střední školu nacházející se vedle Hebrejské univerzity v Jeruzalémě a v letech 1958–1961 sloužil ve výsadkářské brigádě Izraelských obranných sil. Krojanker studoval v letech 1963–1968 na Architectural Association School of Architecture v Londýně. Po návratu do Izraele pracoval jako architekt ve firmě Davida Resnicka v Jeruzalémě a v roce 1970 přešel na oddělení urbanismu na jeruzalémský magistrát, které vedl politolog Meron Benvenisti. V letech 1973–1981 pracoval v různých odděleních magistrátu, která se zabývala strategickým plánem rozvoje.
Díky specializaci na památkou péči začal dokumentovat historické a architektonické záznamy Jeruzaléma, čímž chtěl zvýšit povědomí veřejnosti a podpořit úsilí o zachování památek. Mezi mnoha kampaněmi za záchranu historických budov se podílel také na boji za záchranu budovy školy Talitha Kumi v centru Jeruzaléma. I přes tuto snahu byla nakonec škola v roce 1980 zbourána; Krojanker byl členem týmu, který navrhl památník zbourané školy s použitím částí původní fasády. Krojanker se zasloužil o úspěšnou záchranu a obnovu Tichova domu.

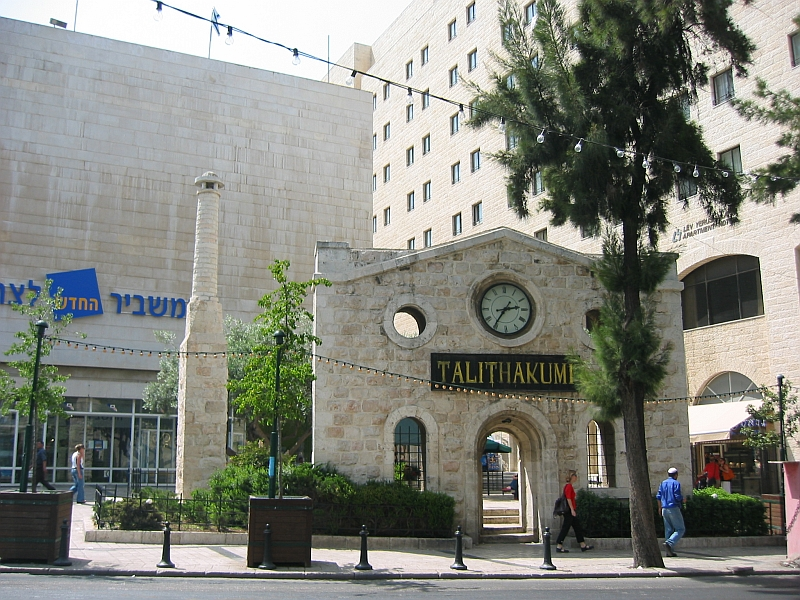
Památník budovy školy Talitha Kumi

Na podporu veřejných kampaní napsal Krojanker sérii bukletů, které upozorňují na „architektonickou a historickou hodnotu ulic a budov“. Tato série měla takový ohlas, ze začal dokumentovat historii a architekturu Jeruzaléma do velkoformátové knižní série a každý druhý rok vydal jednu knihu. Pracoval pro Jeruzalémský institut pro izraelské studie, kde se v roce 1981 stal historikem architektury a dokumentátorem. V roce 1994 dokončil sérii nazvanou Architektura v Jeruzalémě, kde prvních pět pětisetstránkových svazků popisuje architekturu v jeruzalémském Novém Městě a poslední svazek popisuje budovy a ulice ve Starém Městě. Pouze první svazek byl přeložen do angličtiny (pod názvem Jerusalem Architecture), francouzštiny, němčiny a italštiny. Těchto šest svazků položilo základ pro dalších 15 velkoformátových knih.
K roku 2010 napsal více než 30 knih o jeruzalémských čtvrtích a budovách, z nichž 20 se stalo bestsellery. Jeho práce jsou ilustrovány historickými fotografiemi, mapami, náčrtky a původními plány ulic a čtvrtí. Jeho manželka Leora mu pomáhá při úpravách a korekturách textů.
Díky svému výzkumu shromáždil největší soukromý archiv literární a obrazové dokumentace na světě týkající se jeruzalémské architektury. Jeho archiv obsahuje historické fotografie, kresby, dokumenty, nákresy, mapy a novinové výstřižky. Jeho archiv je rozdělen do třech tematických oblastí:
- čtvrti, ulice a budovy,
- architektura/plánování (např. památková péče, architektonické styly, architektonické detaily a životopisy architektů) a
- stavební procesy (včetně demolic, nové výstavby a strategického plánu rozvoje).[5]

Krojanker je také kurátorem výstav, přednáší a provádí exkurze zaměřené na architektonické dědictví Jeruzaléma.

## Názory a kritika
Krojanker otevřeně kritizuje zchátralost budov v Jeruzalémě, která je způsobena chudobou a zanedbáváním. Kritizuje také židy vyznávající ortodoxní judaismus, jejichž nižší socioekonomická úroveň podle něj způsobila nedostatek estetiky v ortodoxních čtvrtích a oslabila ekonomiku tím, že si vynutila odchod kin a „zajímavých obchodů“ z centra města.
Krojankerův výzkum byl kritizován pro svůj „nostalgický tón“ a vyloučení „novějších architektonických jevů, jako je vliv bezpečnostní bariéry“. Bylo mu také vyčítáno stranění zájmům radnice a nemovitostních developerů. Společnost Alrov Group, která realizovala projekt obnovy čtvrti Mamila, financovala jeho knihu Mamila: Pýcha, pád a obnova. Čtvrť Alrov-Mamila (2009) a kniha o kampusu Hebrejské univerzity v Jeruzalémě ve čtvrti Giv'at Ram vznikla na žádost univerzity.

## Osobní život
V roce 1969 se oženil s Leorou Farkaš-Himzli. Mají dvě dcery. V roce 2012 se manželé přestěhovali do Tel Avivu.

## Ocenění
- Cena Teddyho Kolleka za celoživotní dílo (2006)[14]
- Cena Jakir Jerušalajim (2010)[1][4]

## Vybraná bibliografie

### Knihy
- Developing Jerusalem, 1967-1975: The planning process and its problems as reflected in some major projects. [s.l.]: Jerusalem Committee, 1975. 221 s. Dostupné online. (s Julian Louis Metzler a Dorotheou Shefer-Vanson)
- Jerusalem 1978: Between two decades. [s.l.]: Jerusalem Committee, 1978. 44 s. Dostupné online. (s Jael Gujladi)
- Jerusalem Planning and Development, 1979-1982. [s.l.]: Jerusalem Committee, 1982. 188 s. Dostupné online.
- Jerusalem Architecture, Periods and Styles: The Jewish quarters and public buildings outside the Old City walls, 1860–1914. [s.l.]: [s.n.], 1983. 352 s. Dostupné online. ISBN 9652610194. (s Drorem Wahrmanem)
- Jerusalem: Planning and Development 1982-1985, New Trends. [s.l.]: Jerusalem Committee, 1985. 155 s. Dostupné online.
- Jerusalem Architecture, Periods and Styles: European Christian buildings outside the Old City walls, 1855-1918. [s.l.]: Keter, 1987. (hebrejsky)
- Jeruzalém: Zápas o strukturu a vzhled města (původním názvem: ירושלים: המאבק על מבנה העיר וחזותה). [s.l.]: Kinneret Zmora-Bitan Dvir, 1988. (hebrejsky)
- Jerusalem Architecture. [s.l.]: Vendome Press, 1994. 210 s. Dostupné online. ISBN 0865651477.
- Ruský pozemek, Jeruzalém: Na prahu roku 2000. Z ruského poutního centra ohniskem městské aktivity (původním názvem: מגרש-הרוסים, ירושלים: לקראת שנת 2000 - ממרכז צליינות רוסי למוקד פעילות עירוני‎). [s.l.]: Agentura pro rozvoj Jeruzaléma, Jeruzalémská radnice, Izraelská správa nemovitostí, 1997. (hebrejsky)
- Jeruzalém. Lehká železnice. Sto let snů, vizí, nápadů a plánů (původním názvem: ירושלים. רכבת קלה: מאה שנים חלומות, חזונות, רעיונות ותוכניות‎). [s.l.]: Keter, 2003. (hebrejsky)
- Jeruzalém. Německá Kolonie a ulice Emek Refa'im (původním názvem: ירושלים. המושבה הגרמנות ורחוב עמק רפאים‎). [s.l.]: Keter, 2008. (hebrejsky)
- Jeruzalém. Mamila: Pýcha, pád a obnova. Čtvrť Alrov-Mamila (původním názvem: ירושלים. ממילא: גאות, שפל והתחדשות. רובע אלרוב-ממילא‎). [s.l.]: Keter, 2009. (hebrejsky)
- Jaffská ulice, Jeruzalém: Životopis ulice — příběh města (původním názvem: רחוב יפו, ירושלים: ביוגרפיה של רחוב — סיפורה של עיר‎). [s.l.]: Keter, 2005. (hebrejsky)
- Jeruzalémský trojúhelník: Urbanistická biografie (původním názvem: המשולש הירושלמי: ביוגרפיה אורבנית‎). [s.l.]: Keter, 2011. (hebrejsky)
- Jeruzalém Amose Oza: Po stopách „Příběhu o lásce a tmě“ a dalších děl (původním názvem: ירושלים של עמוס עוז: בעקבות ‚סיפור על אהבה וחושך’ ויצירות נוספות‎). [s.l.]: Keter, 2019.

### Články
- Heart and soul of Jerusalem [online]. Ha'arec, 2007-01-04 [cit. 2021-12-08]. Dostupné online.
- 'Entrepreneur's dream, historian's nightmare' [online]. Ha'arec, 2006-05-02 [cit. 2021-12-08]. Dostupné online.
- Don't name it after me [online]. Ha'arec, 2006-02-20 [cit. 2021-12-08]. Dostupné online.
- Is a Jewish museum forbidden and a Muslim university permitted? [online]. Ha'arec, 2006-01-10 [cit. 2021-02-26]. Dostupné online.
- No man's land once again [online]. Ha'arec, 2005-01-25 [cit. 2021-12-08]. Dostupné online.
- Preservation, with reservations [online]. Ha'arec, 2002-10-18 [cit. 2021-12-08]. Dostupné online.
- Rising anew from the ashes [online]. Ha'arec, 2001-11-14 [cit. 2021-12-08]. Dostupné online.
- Fence and defense [online]. Ha'arec, 2001-10-08 [cit. 2021-12-08]. Dostupné online.
- Fifty Years of Israeli Architecture as Reflected in Jerusalem's Buildings [online]. Ministerstvo zahraničních věcí Izraele, 1999-05-26 [cit. 2021-12-08]. Dostupné online.